# Косьорув (гміна Вількув)
Косьорув (пол. Kosiorów) — село в Польщі, у гміні Вількув Опольського повіту Люблінського воєводства.
Населення — 122 особи (2011).
У 1975-1998 роках село належало до Люблінського воєводства.

## Демографія
Демографічна структура станом на 31 березня 2011 року:
|          | Загалом | Допрацездатний вік | Працездатний вік | Постпрацездатний вік |
| -------- | ------- | ------------------ | ---------------- | -------------------- |
| Чоловіки | 50      | 10                 | 34               | 6                    |
| Жінки    | 72      | 15                 | 38               | 19                   |
| Разом    | 122     | 25                 | 72               | 25                   |